# Song of the Open Road
Song of the Open Road ist ein US-amerikanischer Musikfilm aus dem Jahr 1944 unter der Regie von S. Sylvan Simon, basierend auf einer Geschichte von Irving Phillips und Edward Verdier. 
Der Film war für zwei Oscars nominiert.   

## Handlung
Als Dank für ihre Darstellung in einem Werbespot wird dem Teenager-Filmstar Jane Powell eine Mitgliedschaft der American Youth Hostels angetragen. Die Mitglieder dieses Corps sind auf dem Weg nach Salinas, um die dortige Kultur kennenzulernen, und bitten Jane um Unterstützung. Deren dominante Mutter verweigert ihre Zustimmung und Jane fühlt sich hilflos. Als die junge Frau eine neue Rolle erhält und ihre Mutter daraufhin einen lange versprochenen Urlaub wiederum streicht, ist das für Jane ein Grund, zu fliehen. Sie landet zusammen mit Freunden in Salinas. Ihre langen blonden Locken färbt sie braun und gibt sich in der Herberge des Camp Civilian Conservation Corps als Jane Price aus. Begrüßt wird sie dort von dem Verwalter Jack Moran und dessen Freundin Bonnie. 
Inzwischen hat Janes Mutter, Connors, einen Vertreter von American Youth Hostels, angeworben, der nach dem Mädchen suchen soll. Der tut sich jedoch mit Janes ehemaliger Lehrerin, Miss Caspar, zusammen, die der Meinung ist, dass Jane von ihrer Mutter ihrer Kindheit beraubt wurde. 
Bemüht zu helfen, übernimmt Jane im Camp auch Aufgaben, von denen sie überfordert ist. In der Folgezeit kommt es dort zu allerlei Verwicklungen sowohl zwischen Jack und seiner Freundin Bonnie als auch zwischen Jacks Freund Bill und dessen Freundin Peggy. Als Jane sieht, wie Jack Peggy küsst, und darauf wütend reagiert, wird sie nicht nur von Jack und Bill wegen ihrer Einmischung ausgegrenzt. Um die Freunde zurückzugewinnen, gibt sie sich als Jane Powell zu erkennen. Jack und die anderen glauben ihr jedoch nicht und meinen, sie lüge. Unter Tränen will Jane nach Hause zurückzukehren, woraufhin Jack sie auffordert, ihre Behauptung zu beweisen. Als Jane ein Lied aus ihrem neuesten Film singt, glaubt man ihr. Gerade als die junge Frau zurück zu ihrer Mutter will, erfährt Jack, dass sich ein Sturm auf die Orangenfarm seines Bruders zubewegt und die Ernte dort in Gefahr ist, wenn die Orangen nicht binnen kurzer Frist gepflückt werden. Jane sichert ihre Unterstützung zu und mobilisiert mit Hilfe ihrer einflussreichen Freunde eine Durchsage über den Rundfunk. Auch eine Belohnung für tatkräftige Hilfe wird zugesichert durch die Stars W. C. Fields, Charlie McCarthy, Edgar Bergen und Sammy Kay. Schon bald drängen sich Menschenmassen auf der Moran-Ranch, um einen Blick auf die Prominenten zu erhaschen. Das Pflücken der Orangen wird zur Nebensache. W. C. Fields erinnert seine Landsleute daran, dass die Orangen auch den kämpfenden Soldaten zugutekämen, woraufhin die Anwesenden es als ihre patriotische Pflicht ansehen, zu helfen. Auch für Bonnie und Jack gibt es ein gutes Ende, als Bonnie sich bereit erklärt, Jack zu heiraten.

## Produktion und Hintergrund
Die Dreharbeiten begannen am 22. November 1943 und endeten Anfang Februar 1944. Laut Hollywood Reporter wurde in Date Gardens in Palm Springs in Kalifornien gedreht sowie im Pan Pacific Auditorium in Los Angeles. Der Film hatte am 2. Juni 1944 in Portland, Oregon, Premiere, am 6. Juni 1944 lief er dann in den Kinos in New York an. Vertriebsfirma war die United Artists Corp., Produktionsfirma Charles R. Roger Talking Pictures Corp. Neben Charles Previn als Musikdirektor steuerten die Komponisten George Dobbs, Walter Kent, Kim Gannon, Leleiohaku und Johnny Edle Musik bei. 
Jane Powell gab in diesem Film ihr Leinwanddebüt. MGM lieh die damals vierzehnjährige Schauspielerin an die Firma Charles R. Rogers unter der Bedingung aus, dass man ihre Musiknummern in einer Werbekampagne verwenden durfte. Der Film hatte dann auch Premiere in Powells Heimatstadt Portland. Powell, deren Geburtsname Suzanne Lorraine Burce ist, wurde von MGM als Künstlername der Name ihrer Filmfigur zugewiesen. Regisseur S. Sylvan Simon hatte große Schwierigkeiten, die Szenen mit W. C. Fields zu drehen, da dieser durch seine Alkoholsucht immer wieder ausfiel, und nach der Mittagspause oft nicht mehr gesehen wurde. Jane Powell und Fields haben im Film eine Szene zusammen, während der Fields alles improvisiert. Für Fields, der 1946 starb, war es sein vorletzter Film.

## Musiknummern
- Rollin’ Down the Road (Walter Kent, Kim Gannon), vorgetragen von Sammy Kaye and His Orchestra, gesungen von Jane Powell und Chor
- Delightfully Dangerous (Walter Kent), vorgetragen von Sammy Kaye and His Orchestra, getanzt von The Condos Brothers
- I’m Havin’ (Walter Kent, Kim Gannon), gesungen von Jane Powell, gepfiffen von Edward Gargan
- Too Much in Love (Walter Kent, Kim Gannon, gesungen von Jackie Moran)
- Hawaiian War Chant (Ta-Hu-Wa-Hu-Wai – Prince Leleiohoku, Johnny Noble)
- Carmena (H. Lane Wilson, Ellis Walton), gesungen von Jane Powell
- Here It is Monday (Walter Kent, Kim Gannon, gesungen von Jane Powell, begleitet von Sammy Kaye and His Orchestra)

## Auszeichnungen
- Auf der Oscarverleihung 1945 nominiert für den Oscar in der Kategorie „Bester Song“ Walter Kent und Kim Gannon mit dem Lied Too Much in Love. Der Oscar ging an Jimmy Van Heusen und Johnny Burke und den Song Swinging on a Star aus dem Film Der Weg zum Glück (Going My Way).
- Nominiert in der Kategorie „Beste Filmmusik in einem Musikfilm“ Charles Previn. Der Oscar ging an Carmen Dragon und Morris Stoloff und den Film Es tanzt die Göttin (Cover Girl).